# Trichacis costaricana
Trichacis costaricana (лат.) — вид наездников рода Trichacis из подсемейства Platygastrinae (Platygastridae). Эндемик Коста-Рики (Центральная Америка).

## Описание
Наездники мелкого размера. Длина тела около 3 мм. Основная окраска тела чёрная, блестящая; усиковые сегменты А1-А6 жёлтые; А6–А10 коричневые; мандибулы коричневые с темно-коричневыми основанием и вершиной; передние и средние ноги жёлтые; лапки задних ног, вершины бёдер и вершины голеней коричневые, в остальном жёлтые; передние и средние тазики коричневые; задние тазики темно-коричневые; переднее крыло затемнённое. Нижнечелюстные щупики 2-члениковые, нижнегубные щупики состоят из 1 сегмента. Формула голенных вершинных шпор 1-2-2. Лоб гладкий, на вершине мезоскутеллюма есть специализированная область с пучком волосков. Предполагается, что все представители рода Trichacis являются койнобионтными эндопаразитоидами личинок двукрылых галлиц (Diptera, Cecidomyiidae).

## Классификация и этимология
Вид был впервые описан в 2012 году энтомологами Таней Миленой Ариас-Пенной (Universidad Nacional de Colombia, Богота, Колумбия) и Любомиром Маснером (Agriculture and Agri-Food Canada, Оттава, Канада) по типовому материалу из Коста-Рики (Центральная Америка) и включён в состав рода Trichacis из подсемейства Platygastrinae (семейство Platygastridae). Название вида связано с типовым местом обнаружения. .